# العشق (فلم)
العشق (بالإنجليزية: Adore) هو فيلم دراما أُصدر في أستراليا وفرنسا سنة 2013.

## طاقم التمثيل
- نعومي واتس
- روبين رايت

## القصة
تدور أحداث الفيلم حول ليل وروز وهما أصدقاء وجيران منذ الطفولة، لدى كل منهما ابن صديق للآخر، تواجهم مشكلة عندما تتورط كل منهما في علاقة غرامية مع ابن الآخرى.

## الميزانية والإيرادات
بلغت تكلفة إنتاج الفيلم حوالي 16 مليون دولار بينما حقق أرباحاً تقدر بـ 674,982 دولار.

## روابط خارجية
- مقالات تستعمل روابط فنية بلا صلة مع ويكي بيانات